# MG-453
A MG-453 é uma rodovia brasileira do estado de Minas Gerais. Por sua característica, é considerada uma rodovia de ligação. Com 26,3 km de extensão, é toda pavimentada em pista simples. A MG-453 começa no entroncamento com a BR-491, em Paraguaçu, e termina na MG-179, no município de Machado.